# حبار همبولت
حبار همبولت (الاسم العلمي Dosidicus gigas)، ويُعرف أيضًا باسم الحبار العملاق أو الحبار الطائر العملاق، هو حبار ضخم، ومفترس، يعيش غالبًا في شرق المحيط الهادئ. ويتواجد في أعماق تتراوح بين 200 إلى 700 م (660 إلى 2,300 قدم).. ينتشر أيضًا هذا النوع في مياه شمال غرب المحيط الهادئ، في ولاية أوريغون، وواشنطن، وكولومبيا البريطانية، وألاسكا.

## السلوك

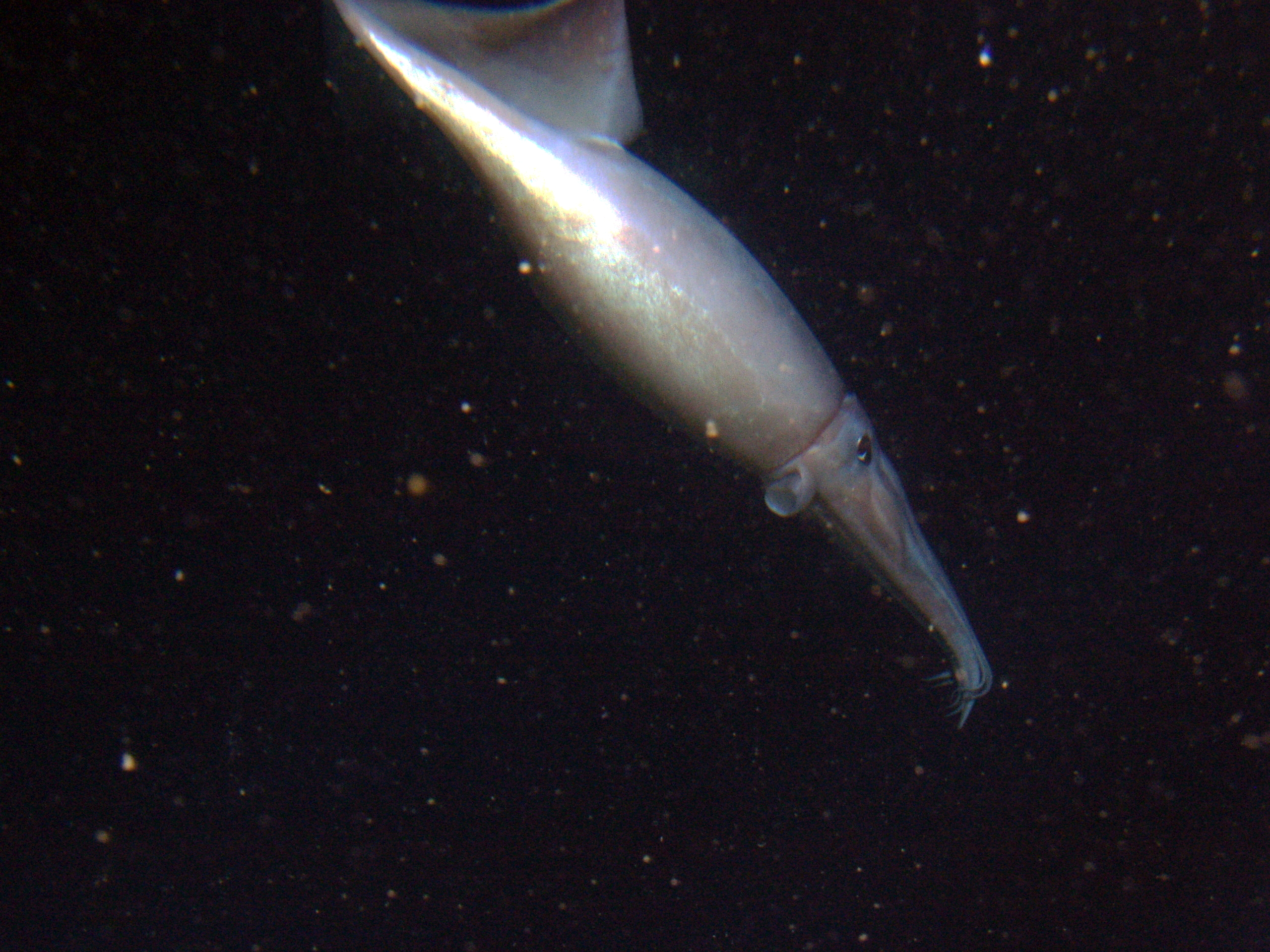
حبار همبولت تم تصويره على عمق 250 m قبالة كاليفورنيا

يبلغ طول حبار همبولت عادة 1.5 م (4 قدم 11 بوصة) ، مما يجعل هذا النوع أكبر عضو في عائلة الحبار. أما بالنسبة لعمره الافتراضي، فيتراوح بين 1-2 سنة فقط. يشتهر هذا النوع بالعدوانية تجاه البشر.
حبار همبولت هو من اللافقاريات البحرية آكلة اللحوم التي تتحرك في أسراب يصل عددها إلى 1200. تسبح بسرعات قد تصل إلى 24 كم/س (15 ميل/س؛ 13 عقدة) .